# Ivan Čupić
Ivan Čupić (* 27. März 1986 in Metković, SR Kroatien, SFR Jugoslawien) ist ein kroatischer Handballtrainer und ehemaliger Handballspieler.
Čupić, der zuletzt für den kroatischen Verein RK Zagreb spielte und für die kroatische Nationalmannschaft (Rückennummer 27) auflief, wurde als Rechtsaußen oder rechter Rückraumspieler eingesetzt.

## Karriere
Ivan Čupić begann in seiner Heimatstadt mit dem Handballspiel. Für den örtlichen Erstligisten RK Metković debütierte er auch in der ersten kroatischen Liga. 2005 schloss er sich dem Ligarivalen RK Agram Medveščak Zagreb an, ehe er 2007 für ein Jahr in die spanische Liga ASOBAL zu Octavio Vigo wechselte. Im Sommer 2008 ging er zum slowenischen Verein RK Velenje, mit dem er 2009 Landesmeister wurde. Ab der Saison 2010/11 lief er für den Bundesligisten Rhein-Neckar Löwen auf. Im Sommer 2012 wechselte Čupić zum polnischen Verein KS Kielce, mit dem er mehrfach Meister sowie 2016 Champions-League-Sieger wurde. 2016 unterschrieb er einen Vertrag beim mazedonischen Erstligisten RK Vardar Skopje. Bei Vardar spielte Čupić vermehrt im rechten Rückraum. 2017 und 2019 gewann er erneut die Champions League. Im Sommer 2021 wechselte Čupić zum kroatischen Spitzenverein RK Zagreb. Mit Zagreb gewann er 2022, 2023 und 2024 den kroatischen Pokal und die Meisterschaft.
Ivan Čupić wurde mit der kroatischen Nationalmannschaft 2008 Vize-Europameister, 2009 Vize-Weltmeister und 2010 wieder Vize-Europameister. 2009 wurde er zudem als bester Rechtsaußen in das All-Star-Team gewählt.
Im Rahmen der Vorbereitung auf die Olympischen Sommerspiele 2008 erlitt Čupić eine folgenschwere Verletzung: Nach einem Stolperer verfing er sich mit seinem Ehering in einem Drahtzaun, woraufhin zwei Drittel seines Ringfingers amputiert werden mussten. Čupić verpasste die Spiele in Peking, seine weitere Karriere war jedoch nicht in Gefahr.
Ab 2012 wurde Cupić mit dem kroatischen Team dreimal in Folge Dritter: bei der Europameisterschaft 2012, bei den Olympischen Spielen 2012 in London – wo er erneut in das All-Star-Team berufen wurde – und bei der Weltmeisterschaft 2013. Weiterhin nahm er an den Olympischen Spielen 2016 in Rio de Janeiro teil. Bei der Europameisterschaft 2016 gewann er erneut Bronze.
Čupić beendete nach der Saison 2023/24 seine Spielerkarriere und übernahm zur Saison 2024/25 das Co-Traineramt von RK Zagreb. Am 30. Oktober 2024 legte er sein Co-Traineramt nieder. Ab Januar 2025 trainierte er den kroatischen Erstligisten RK Metković. Im Juni 2025 wurde er als Trainer bei RK Vardar Skopje vorgestellt.

## Erfolge
Nationalmannschaft
- Vize-Europameister 2008 und 2010
- Vize-Weltmeister 2009
- All-Star-Team WM 2009, Olympische Spiele 2012

Verein
- Kroatischer Meister 2022 bis 2024
- Kroatischer Pokal 2022 bis 2024
- Slowenischer Meister 2009
- Polnischer Meister 2013, 2014, 2015 und 2016
- Polnischer Pokal 2013, 2014, 2015 und 2016
- Nordmazedonischer Meister 2017, 2018, 2019, 2021
- Nordmazedonischer Pokal 2017, 2018, 2021
- EHF Champions League 2016, 2017, 2019

Auszeichnungen
Im Jahr 2012 wurde er zu Kroatiens Handballer des Jahres gewählt.